# Bourbon Democrat
Bourbon Democrat - termin używany niegdyś w stosunku do konserwatywnych i reakcyjnych członków Partii Demokratycznej, zwłaszcza tych, którzy popierali pod koniec XIX i w początkach XX wieku prezydenta Grovera Clevelanda i Altona B. Parkera, który kandydował z jej ramienia na prezydenta w roku 1904. Ściślej rzecz ujmując termin ten istniał w świadomości zbiorowej w latach 1876–1904.
Nazwa „Bourbon” jest ironicznym nawiązaniem do dynastii Bourbonów, która słynęła z przywiązania do absolutyzmu i niechęci do wszelkich reform. Ale także do gatunku whisky i był używany wyłącznie przez ich przeciwników politycznych.
Głównymi przeciwnikami Bourbons Democrats w łonie partii byli jej członkowie skupieni wokół osoby Williama Jenningsa Bryana, który był kandydatem w wyborach 1896, 1900 i 1908, a potem sekretarzem stanu w administracji prezydenta Woodrowa Wilsona. Uważani byli oni za „frakcję postępową” i reformatorsko nastawioną.

## Niektórzy znani „Burbonowi Demokraci”
- Grover Cleveland, gubernator Nowego Jorku 1883–1885 i prezydent 1885–1889 oraz 1893–1897
- Alton B. Parker, sędzia z Nowego Jorku, kandydat na prezydenta w roku 1904 (uchodzący powszechnie za protegowanego Davida B. Hilla)
- Samuel J. Tilden, gubernator Nowego Jorku 1875–1876, kandydat na prezydenta w 1876 (wygrał w głosowaniu powszechnym, ale przegrał w kolegium elektorskim z Rutherfordem Hayesem)
- David B. Hill, gubernator Nowego Jorku 1885–1892, senator 1892–1897 i kandydat do nominacji na prezydenta w 1892
- William C. Whitney z Nowego Jorku, sekretarz marynarki wojennej 1885–1889
- Woodrow Wilson, gubernator New Jersey 1911–1913 (zanim został wybrany prezydentem w 1912 roku, kiedy przesunął się na bardziej liberalne pozycje)
- Arthur Pue Gorman, Senator z Maryland 1881–1889 i 1903–1906
- Thomas Francis Bayard, Senator z Delaware 1869–1885, prezydent pro tempore Senatu 1881 i sekretarz stanu 1885–1889
- William L. Wilson z Wirginii Zachodniej, poczmistrz generalny 1895–1897
- John Griffin Carlisle, wicegubernator Kentucky 1871–1975, kongresmen 1877–1889, spiker Izby 1883–1889, senator 1890–1892 oraz sekretarz handlu 1893–1897
- William F. Vilas, poczmistrz generalny 1885–1888, sekretarz zasobów wewnętrznych 1888–1889 i senator 1891–1897
- Julius Sterling Morton z Nebraski, sekretarz rolnictwa 1893–1897
- John M. Palmer, gubernator Illinois 1869–1873 i senator 1891–1897
- Horace Boies, gubernator Iowa 1890–1894
- Lucius Quintus Cincinnatus Lamar (II) z Missisipi. Kongresmen 1857–1860 i 1873–1877, senator 1877–1885, sekretarz zasobów wewnętrznych 1885–1888 i sędzia Sądu Najwyższego 1888–1893
- James J. Hill, magnat kolejowy z Minnesoty